# Liste der Monuments historiques in Bernardvillé
Die Liste der Monuments historiques in Bernardvillé führt die Monuments historiques in der französischen Gemeinde Bernardvillé auf.

## Liste der Objekte
| Bezeichnung                    | Beschreibung                      | Standort                                           | Kennzeichnung | Schutzstatus | Datum | Bild |
| ------------------------------ | --------------------------------- | -------------------------------------------------- | ------------- | ------------ | ----- | ---- |
| Skulptur Gekreuzigter Christus | Torso; Sandstein, 15. Jahrhundert | Kloster Baumgarten, an der Nothelferkapelle (Lage) | PM67001207    | Inscrit      | 1982  |      |
| Taufbecken                     | Sandstein, 12. Jahrhundert        | in der Kirche St-Antoine-Ermite (Lage)             | PM67001208    | Inscrit      | 1982  |      |
| zwei Seitenaltäre              | Holz, farbig gefasst, 1769/70     | in der Kirche St-Antoine-Ermite (Lage)             | PM67000022    | Classé       | 1971  |      |
| Grabstein eines Abtes          | Sandstein, 15. Jahrhundert        | Kloster Baumgarten, an der Nothelferkapelle (Lage) | PM67000575    | Classé       | 1982  |      |